# 诺曼底大桥
诺曼底大桥（法語：Pont de Normandie）是位于法国北部诺曼底地区一座跨越塞纳河的斜拉桥，连接勒阿弗尔与翁夫勒。总长度2,143.21米，主跨856米。虽然是一座高速公路收费桥梁，但同时也提供了免费通行的人行道和自行车道。
诺曼底大桥由法国著名桥梁专家米歇尔·维洛热设计，于1988年开工，历时7年完成，于1995年1月20日正式通车。成为当时世界上主跨最长的斜拉桥，而此后，日本的多多罗大桥于1999年夺走了该项纪录。整个諾曼第大橋工程耗资4.65亿美元，由法国外贸银行提供资金。